# Abû al-Qâsim Al-Ka'bī al-Balkhi
Abû al-Qâsim Al-Ka'bī al-Balkhi (886-931) est un juriste hanéfite et un théologien mutazilite. On prendra garde de pas le confondre avec Abū Zayd, géographe et mathématicien, mort en 934, originaire comme lui de Balkh,, dans la province du Khorasan, aujourd'hui en Afghanistan.
C'est un mutazilite de l'école de Bagdad, où il a vécu, concurrente de celle d'al-Jubba'i à Bassora. À Bagdad, il fut un disciple de al-Khayyāṭ (mort en 913), avec qui il continua d'entretenir une correspondance après son départ de Bagdad pour le Khorasan, et du grammairien Al-Mubarrad. Il a échangé des lettres avec Abu Ali al-Jubba'i. À Bagdad, il fréquente le salon du théologien Yahya ibn al-Munajjim. À Balkh, il côtoie Abu Zayd al-Balkhi, élève d'al-Kindi. C'est auprès de lui qu'il aurait étudié la logique. Il a été le secrétaire de Muhammad ibn Zayd (en), qui a pu aussi lui enseigner théologie mutazilite. Il a rencontré al-Razi (dit Rhazès), avec qui il a discuté notamment de la question du temps. Il a polémiqué avec Burghūth, disciple d'al-Najjar,. Il a fondé une école à Nasaf.  Il a été nommé vizir par Aḥmad b. Sahl b. Hichām Marvazī. Puis il a fait un séjour en prison lorsque son protecteur Ahmad ibn Sahl (en) s'est retourné contre le prince samanide. Il a une correspondance épistolaire avec le théologien imamite Ibn Qiba al-Rāzī, interrompue par sa mort en 931,.
| \| Balkh \| Situation de Balkh sur une carte de l'Afghanistan |
| Balkh                                                         |

## Les hadiths
Il était l'expert en hadiths des mutazilites, connus pour n'accepter comme authentiques que des traditions confirmées par de nombreux témoins. Il a écrit Musnad al-muʿtazila, qui ne nous est pas parvenu. Selon le Fihrist d'Al-Nadim, al-Ka'bi n'y avait retenu que 150 hadiths comme authentiques. Dans Naqż al-Sīrǰānī, où il réfute le hanbalite Ḥarb bin Ismail al-Sīrjānī, il discute de la pertinence des hadiths isolés.

## Œuvres
Il a écrit aussi : Kitāb al-Maḳālāt wa maʿahuʿUyūnal-masāʾil wa al-ǧawābāt (« Le livre des doctrines », doxographie, hérésiographie, manuscrit découvert au Yémen ; contient des biographies de mutazilites) et Kitâb Maḥāsin Khurāsān («Les mérites du Khorasan»). Faḍl al-iʻtizāl wa-ṭabaqāt al-Muʻtazilat (hérésiographie). Il est l'auteur d'un Tafsīr (Grand commentaire du Coran) en 12 volumes dont il ne reste que des fragments. Le Ketab Qabûl al-akhbar critique certains transmetteurs de hadiths. Le Ketāb al-ḡorar wa’l-nawāder présente l'ijtihad comme inévitable. Pendant longtemps, seuls deux de ses livres étaient disponibles : Qabul al-akhbar wa ma'rifat al-rijal (sur la transmission des traditions prophétiques, publié à Beyrouth en 2000) et le Kitab al-maqalat (« Livre des doctrines », traité d'hérésiographie, partiellement édité),. Il ne reste que des fragments du Kitab al-tafsir al-kabir. C'est seulement en 2014, en Jordanie, qu'a été publié ʻUyūn al-masāʼil wa-al-jawābāt (« Regard sur les problèmes et les réponses »), un ouvrage de théologie. Il est l'auteur d'une réfutation de la métaphysique de Rhazès, avec qui il a polémiqué.

## Théologie et cosmologie
Son œuvre théologique n'a pas été conservée : ce n'est que récemment que ʿUyūn al-masāʾil wa-al-jawābāt a été édité. De même, on connaît la cosmologie, mais pas la théologie de son maître al-Khayyat. De ce fait, il est difficile de contextualiser l'œuvre d'al-Ka'bi.
« Any attempt to reconstruct Kaʿbī’s system would be premature at the present stage of research. » écrit Joseph van Ess en 1983.
Selon el-Omari, qui a tenté de reconstituer la théologie d'al-Ka'bi à partir des fragments qui nous sont parvenus, la cosmologie et l'épistémologie sont centrales dans sa pensée et déterminent sa théologie.
Conformément à l'avis de la plupart des mutazilites, il considère que les attributs de Dieu ne sont pas distincts de son essence. C'est lui qui serait à l'origine de la notion de « coutume de Dieu » à propos de la constance des phénomènes dans la nature. Les choses ont des propriétés objectives qui expliquent les phénomènes. Ces derniers ne sont pas déterminés par la seule volonté divine. Dieu ne pourrait pas faire, par exemple, qu'un corps pesant se mette à flotter en l'air. Il admet la causalité et la théorie grecque des éléments,. Il prouve que l'air peut se changer en eau par le biais de la condensation de la vapeur. Il se distingue par là d'Abu Ali al-Jubba'i, qui pense que Dieu peut, à tout moment, changer l'ordre des choses, et se rapproche d'al-Nazzam et de l'idée de lois de la nature. Mais il se sépare de ce dernier sur la question des atomes.
Il admet la théorie atomistique mutazilite. Selon lui, comme pour Abu al-Hudhayl, les atomes n'ont pas d'extension spatiale, pas de dimensions. Les qualités sensibles naissent de la combinaison des atomes, qui par eux-mêmes en sont dépourvus. Il nie l'existence du vide. Les accidents n'ont selon lui pas de permanence ; mais une substance ne peut exister sans accidents - ce dernier principe est repris par les acharites.

### Les actes humains
La capacité d'agir étant un accident, elle est créée par Dieu. Elle précède l'acte humain, mais n'existe qu'avant son exécution, pas pendant l'action. Selon les asharites, elle n'existe que pendant l'action ; pour la plupart des mutazilites, elle existe avant et pendant l'action.
Il s'oppose à al-Jubba'i sur la question de la volonté divine et la théorie de l'optimum, selon laquelle Dieu choisit toujours le meilleur pour ses créatures. Pour al-Balkhī, il est inconcevable que Dieu renonce au meilleur pour choisir le moins bon. Cette question a été au centre d'une correspondance entre les deux hommes. Les attributs divins ne sont pas distincts de l'essence de Dieu.
Il a élaboré une théorie de la perception sensible qui met en avant le rôle joué par la raison dans la perception.

### Politique: le califat
En matière de politique, il considère la descendance qurayshite comme une condition pour le prétendant au califat. Cependant, il accepte que l'on puisse faire une exception à cette règle, en cas de conspiration, ou si elle peut préserver de la guerre civile.

## Postérité
Il a eu une influence sur le zaydisme (sur Al Hâdî Ilâ l-Ḥaqq, m. 911) et, selon D. Gimaret, sur Abu Mansur al-Maturidi. Mais al-Maturidi a écrit pour le réfuter.
Il eut de nombreux disciples de son vivant, comme Abu Bakr al-Zubayri al-Farisi et Abū Rashīd al-Nīsābūrī. Mais il n'a guère eu de postérité et son œuvre théologique nous est connue surtout par le biais d'adversaires (Ashari, par exemple, a écrit  al-Naqd 'ala awa'il al-adilla li l'Balkhi pour le réfuter; aussi les mutazilites al-Jishumi et al-Jabbar, les acharites al-Nisaburi et Shahrastani).